# Bandera de Vallfogona de Ripollès
La bandera oficial de Vallfogona de Ripollès té el següent descripció:
Bandera apaïsada, de proporcions dos d'alt per tres de llarg, verda, amb el primer terç vertical groc i amb una de les pinyes de l'escut, d'altura 1/2 de la del drap i amplada 1/6 de la llargària del mateix drap, posada sobre la divisió i 1/10 de la vora superior, verda en el primer terç vertical i groga en els altres dos.
Va ser aprovada el 21 de maig de 2001 i publicada en el DOGC el 31 de maig del mateix any amb el número 3400.